# RZD Arena
Pour les articles homonymes, voir Stade Lokomotiv.
Le stade Lokomotiv ou stade Central Lokomotiv (en russe : Центральный стадион Локомотив) est un stade de football situé à Moscou en Russie.
Il est desservi par la station Tcherkizovskaïa du métro de Moscou.

## Galerie

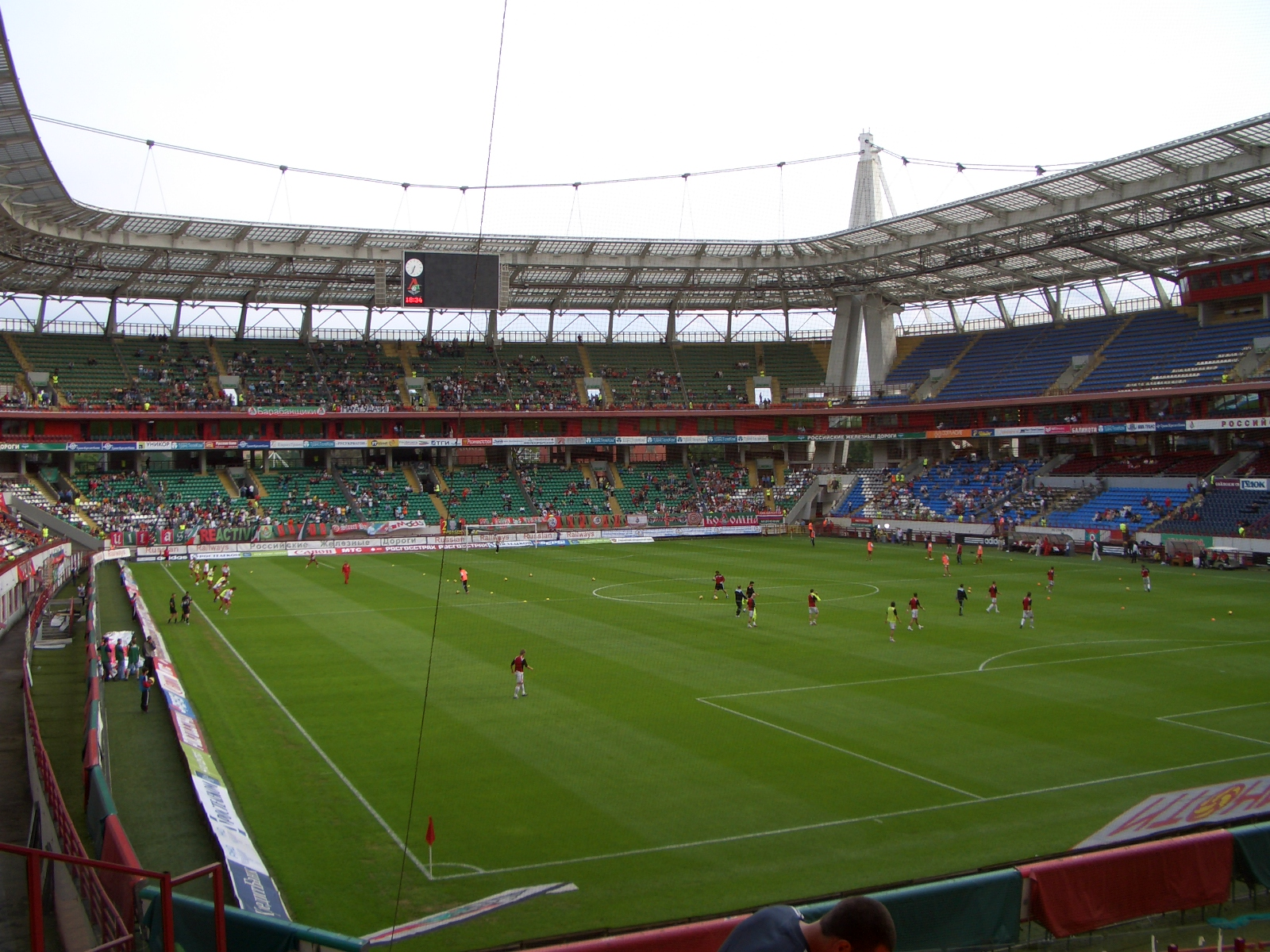